# LibreNMS
LibreNMS ist eine freie Software zum Service-Monitoring komplexer IT-Infrastrukturen. Es entstand durch einen Fork der Software Observium. Es ist auf den Bereich des Hardwaremonitoring spezialisiert.
LibreNMS ist in PHP programmiert und nutzt MySQL als Datenbank. Es durchsucht automatisch ein Rechnernetz und fragt per SNMP (bzw. ARP, XDP, OSPF, BGP) den Status und die Konfiguration ab. LibreNMS unterstützt eine breite Masse an Netzwerk-Hardware von verschiedenen Herstellern und Betriebssystemen z. B. Cisco, Linux, FreeBSD, Juniper, Brocade, Foundry, HP.

## Allgemeines
LibreNMS bietet ein tägliches Update, das per git eingespielt wird, dies ist standardmäßig aktiviert. Es wird versucht einmal im Monat eine Version zu veröffentlichen. LibreNMS wird in zwei Versionen veröffentlicht, eine für Entwickler und eine Stabile.

Grundlage der Software ist der Leitspruch 
Be nice, this is the foundation of this project. We expect everyone to be nice. People will fall out, people will disagree but please do it so in a respectable way.

## Server Installation
Es wird nur Linux/Unix als Server unterstützt. Es werden Docker-Images oder vorkonfigurierte, virtuelle Maschinen angeboten. Außerdem ist die manuelle Installation durch ein Softwarepaket möglich.

## Monitoring
LibreNMS verfügt über die Möglichkeit, Datenverkehr grafisch darzustellen und, bei Überschreiten eines Schwellenwertes, Warnungen auszugeben.

## Schnittstellen und Integration
Die Schnittstelle wurde als Restful API realisiert, befindet sich aber noch in der Entwicklung. Die Ausgabe erfolgt per JSON oder als PNG-Bild.
LibreNMS ermöglicht durch Integration von anderen Produkten z. B. Plugins von Nagios die Funktionalität zu erweitern.